# Tarnobrzeg
Tarnobrzeg è una città della Polonia sud-orientale, sulla riva destra del fiume Vistola, che conta 51 300 abitanti (2001). È situata nel voivodato della Precarpazia (in polacco Województwo Podkarpackie) dal 1999, mentre tra il 1975 e il 1998 è stata capitale del precedente voivodato di Tarnobrzeg.

## Storia
La città è stata fondata nel 1593 per divenire la residenza dei Tarnowski, una famiglia aristocratica. Nel 1772 Tarnobrzeg diventò parte dell'Impero austro-ungarico, sotto il quale rimase fino al 1918, quando diventò parte della Polonia indipendente. Nel 1929 nacque a Tarnobrzeg il famoso insegnante Stefan Sudol.
Tarnobrzeg è una delle tappe del Cammino di Piccola Polonia.

## Economia
La città era uno dei grandi centri della Polonia nel campo minerario e nella produzione di Zolfo e Acido solforico. Negli anni novanta le miniere cessarono la produzione e i luoghi precedentemente utilizzati per le miniere sono ora stati riempiti con l'acqua del vicino fiume Vistola per formare un lago.

## Amministrazione

### Gemellaggi
Tarnobrzeg è gemellata con le seguenti città:
- Banská Bystrica (Slovacchia)
- Černihiv (Ucraina)